# Radomir Vukčević
Pour les articles homonymes, voir Vukčević.
Radomir Vukčević est un footballeur yougoslave puis croate né le 15 septembre 1941 à Knin et décédé le 28 novembre 2014. Il évoluait au poste de gardien de but.

## Biographie

### En club
Avec le club d'Hajduk Split, il remporte un titre de champion de Yougoslavie et deux Coupes de Yougoslavie.
Avec cette même équipe, il joue deux matchs en Coupe d'Europe des clubs champions.

### En équipe nationale
International yougoslave, il reçoit 9 sélections en équipe de Yougoslavie entre 1967 et 1971. 
Il joue son premier match en équipe nationale le 1er novembre 1967 contre les Pays-Bas et son dernier le 22 septembre 1971 contre le Mexique.
Il fait partie du groupe yougoslave qui termine finaliste de l'Euro 1968, en étant battu par l'Italie.

## Carrière
- 1963-1973 :  Hajduk Split
- 1973-1975 :  AC Ajaccio

## Palmarès
Avec l'équipe de Yougoslavie :
- Finaliste de l'Euro 1968

Avec le Hajduk Split :
- Champion de Yougoslavie en 1971
- Vainqueur de la Coupe de Yougoslavie en 1967 et 1972.